# Jean-Jacques Lagrenée
Jean-Jacques Lagrenée (født 18. september 1739 i Paris, død 13. februar 1821 i samme by) var en fransk historiemaler fra den gryende klassicisme, bror til Louis-Jean-François Lagrenée.
Han opholdt sig sammen med broderen i Rusland fra 1760 til 1762, vandt Prix de Rome og virkede senere i Rom ved Det Franske Akademi 1763 til 1768 og ved Sèvres' Porcelænsfabrik Han blev agréeret ved Académie royale de peinture et de sculpture i 1769 og udstillede regelmæssigt på Parisersalonen fra 1771 til 1804. Et loftsmaleri Vinteren i Louvres Apollo-galleri skaffede ham 1775 værdigheden som medlem af Akademiet; senere udnævntes han til professor ved samme. I Louvre findes hans Melankoli. Han udførte mange raderinger. 